# 풍뎅이아목
풍뎅이아목 또는 다식아목(多食亞目)은 딱정벌레목에서 가장 크고, 다양한 종을 포함하고 있는 아목이다. 풍뎅이아목은 16개 상과에 144개 과를 포함하고 있으며, 엄청난 수의 분화와 적응을 보여주며 종의 수는 30만 종 이상에 달하고, 현재까지 발견된 딱정벌레 종들의 약 90%를 차지하고 있다.

## 분류
5개의 하목이 있다.
- 개나무좀하목 (Bostrichiformia) — 2개 상과
  - 개나무좀상과 (Bostrichoidea) — 5개 과
  - 데로돈투스상과 (Derodontoidea) - 1과
- 머리대장하목 (Cucujiformia) — 6개 상과
  - 잎벌레상과 (Chrysomeloidea) - 7개 과
  - 개미붙이상과 (Cleroidea)
  - 머리대장상과 (Cucujoidea) - 31개 과
  - 바구미상과 (Curculionoidea) - 8개 과
  - 통나무좀상과 (Lymexyloidea)
  - 거저리상과 (Tenebrionoidea) - 30개 과
- 방아벌레하목 (Elateriformia) — 5개 상과
  - 비단벌레상과 (Buprestoidea) — 비단벌레 등
  - 둥근가시벌레상과 (Byrrhoidea) — 진흙벌레, 둥근가시벌레 등
  - 다스킬루스상과 (Dascilloidea)
  - 방아벌레상과 (Elateroidea) — 방아벌레, 병대벌레 등
  - 알꽃벼룩상과 (Scirtoidea)
- 풍뎅이하목 (Scarabaeiformia) - 1개 상과
  - 풍뎅이상과 (Scarabaeoidea) — 풍뎅이 등.
- 반날개하목 (Staphyliniformia) — 3개 상과
  - 풍뎅이붙이상과 (Histeroidea) - 털꼬마풍뎅이붙이, 아무르납작풍뎅이붙이 등 포함.
  - 물땡땡이상과 (Hydrophiloidea) - 알물땡땡이, 애물땡땡이 등 포함.
  - 반날개상과 (Staphylinoidea) - 곳체개미반날개 등 포함.

## 같이 보기
- 딱정벌레목의 과 목록

## 참조
- Peter S. Cranston and Penny J. Gullan, 캘리포니아대학, 곤충계통발생학(Phylogeny of Insects), page 893.